# Mount Drum
Mount Drum – stratowulkan w Parku Narodowym Wrangla-Świętego Eliasza w środkowo-wschodniej Alasce w Stanach Zjednoczonych. Znajduje się w zachodnim krańcu Gór Wrangla, 29 km na zachodni południowy zachód od wulkanu Sanford i tak samo daleko na zachodni północny zachód od Góry Wrangla. 40 km na zachód od góry przepływa Rzeka Miedziana.

## Geologia
Mount Drum był aktywny w okresie od 650 000 do 240 000 lat temu. Pod koniec tego okresu różne odizolowane dacytowe fałdy kopulaste utworzyły się wokół obecnego szczytu w promieniu około 6 km. Obecnie jednym z takich fałdów jest, wysoki na 2515 m n.p.m., Sinder Peak znajdujący się na południe od głównego wierzchołka. Po fazie twórczej,

...gwałtowna aktywność eksplozywna, prawdopodobnie z rejonu środkowego komina, zniszczyła południową część stratowulkanu i odłożyła ~7 km³ gorącego i zimnego, lawinowego, rumoszu skalnego na przestrzeni 200 km²

Efekty tej eksplozywnej fazy są wciąż widoczne na częściowo stromym południowym zboczu góry powyżej Lodowca Nadina.
Mount Drum jest od zachodu otoczony przez kilka małych stożków o wysokości poniżej 122 m. Wśród nich są Shrub i Klawasi. Jedyna aktywność wulkaniczna zaobserwowana w sąsiedztwie Mount Drum w czasach historycznych to błoto i gazy emitowane przez stożek Shrub.

## Wspinaczka
Mount Drum został zdobyty po raz pierwszy 4 czerwca 1954 roku przez znanego austriackiego alpinistę Heinricha Harrera w towarzystwie Keith Hart i George'a Schallera. Alpiniści weszli przez północny grzbiet. Drugiego wejścia dokonali Heinz Allemann i Niklaus Lötscher 26 sierpnia 1968 roku przez grzbiet południowo-zachodni. Później wytyczono obecną, standardową trasę, która otrzymała stopień Alaska 2+ w alaskańskiej skali trudności.